# Windows Live Mail
Windows Live Mail is een e-mailclient die onderdeel uitmaakt van Windows Live Essentials, waardoor het samen met Messenger en andere programma's in een pakket te downloaden is via de downloadpagina van Windows Live. Deze applicatie kan gezien worden als opvolger van Outlook Express (XP) en van Windows Mail (Vista).
Windows Live Mail ondersteunt de servertypen POP3, IMAP en HTTP. Daardoor is deze e-mailclient geschikt voor e-mailsystemen zoals Hotmail, Gmail en e-mail van AOL.
Nieuwsgroepen en RSS-feeds (uit Internet Explorer) worden ondersteund.
De aanduiding Windows Live Mail is in het verleden ook gebruikt voor de web-gebaseerde e-mailservice Hotmail, inmiddels Outlook.com.
Windows Live Mail kan zowel Hotmail-accounts als vele andere zoals bv Gmail-, Ziggo-, KPN- en XS4ALL-accounts in één programma samenbrengen.
Windows Live Mail wordt sinds 2017 niet meer ondersteund, en Windows Essentials kan thans niet meer worden gedownload bij Microsoft. Indien het programma eerder al werd geīnstalleerd kan er nog wel gebruik van worden gemaakt.